# Benjamín Fernández
Benjamín Fernández (Madrid, 1944) és un director artístic de cinema i escenògraf espanyol. guanyadors de dos Goya a la millor direcció artística.
Fill d'un fuster que s'encarregava de la construcció de decorats de cinema, inicialment va estudiar per delineant, però finalment es va veure atret pel cinema. Va començar a treballar com a dibuixant d'esbossos a l'oli per a David Lean a Lawrence d'Aràbia (1962) i Doctor Jivago (1965). Després treballaria al departament artístic en els rodatges de Nicolau i Alexandra (1971), Viatges amb la meva tia (1972), Alien (1979), Indiana Jones i l'última croada (1989) i Gladiator (2000).
Després va treballar com a director artístic a Conan el bàrbar (1982), Dune (1984), 1492: Conquest of Paradise (1992), Nadie hablará de nosotras cuando hayamos muerto (1995), Dragonheart (1996), Kull, el conquistador (1997) i The Others (2001), amb la qual va guanyar el primer Goya a la millor direcció artística. Tornaria a treballar amb Alejandro Amenábar a Mar adentro (2004). El 2006 tornaria a guanyar el Goya a la millor direcció artística per Alatriste. El 2012 fou director artístic de la sèrie La fuga.